# Красногорський (Полисаєвський міський округ)
Красного́рський (рос. Красногорский) — селище у складі Полисаєвського міського округу Кемеровської області, Росія.

## Населення
Населення — 2965 осіб (2010; 3070 у 2002).